# Sidus Ludoviciana
Sidus Ludoviciana ist ein Stern 8. Größe (7,59 mag) im Asterismus Großer Wagen des Sternbilds Großer Bär (Ursa Maior), dessen Position halbwegs zwischen Mizar und Alkor liegt. Er ist jedoch fast viermal weiter entfernt als diese beiden und gehört damit definitiv nicht zur Ursa-Major-Gruppe.

## Geschichte
Diesen freiäugig nicht sichtbaren Stern beobachtete in der Nacht des 2. Dezember 1722 Johann Georg Liebknecht mit einem nichtachromatischen Fernrohr von 6 Fuß Länge am Observatorium der Ludoviciana in Gießen. Er meinte, eine Eigenbewegung bemerkt zu haben, und hielt ihn für einen neuen Planeten, den er „Sidus Ludovicianum“ benannte.
Er hatte dabei jedoch übersehen, dass der Stern schon 1616 von Benedetto Castelli, einem Schüler Galileis, am gleichen Sternort beobachtet und notiert worden war, somit kein Planet sein konnte. Statt Ruhm erntete er den Spott seiner Kollegen, nachdem er deren Zweifel und Einwände beiseite geschoben und sie in langwierigen Händeln mit Beschimpfungen überzogen hatte.